# Polygala asbestina
Polygala asbestina är en jungfrulinsväxtart som beskrevs av William John Burchell. Polygala asbestina ingår i släktet jungfrulinssläktet, och familjen jungfrulinsväxter. Inga underarter finns listade i Catalogue of Life.